# Sospeso
| Recensione | Giudizio |
| ---------- | -------- |
| AllMusic   |          |

Sospeso è il terzo album in studio del gruppo musicale italiano Lost, pubblicato il 29 maggio 2009.

## Descrizione
L'album contiene sette brani musicali inediti, e una cover di SexyBack di Justin Timberlake, che il gruppo aveva eseguito dal vivo durante il live @ mtv.it.

## Tracce
1. Sopra il mondo – 4:05 (testo: Walter Fontana – musica: Stefano Florio)
2. Sulla mia pelle (feat. Joel Madden) – 3:39 (testo: Walter Fontana, Joel Madden – musica: Matteo Franzan, Stefano Florio)
3. Immagini – 3:57 (testo: Matteo Franzan – musica: Walter Fontana, Stefano Florio)
4. Vieni con me – 3:30 (testo: Walter Fontana – musica: Matteo Franzan, Stefano Florio)
5. Sospeso – 3:36 (testo: Matteo Franzan – musica: Walter Fontana, Stefano Florio)
6. SexyBack (cover di Justin Timberlake) – 3:20 (Justin Timberlake, Timothy Mosley, Nate Hills)
7. In mille pezzi – 3:44 (testo: Walter Fontana – musica: Roberto Visentin, Stefano Florio)
8. Dentro i tuoi occhi – 3:10 (testo: Walter Fontana – musica: Stefano Florio)

Durata totale: 29:01

## Classifiche
| Classifica (2009) | Posizione massima |
| ----------------- | ----------------- |
| Italia            | 4                 |

### Andamento nella classifica italiana
| Posizione | 4 | 12 | 15 | 17 | 33 | 33 | 39 | 50 | 39 | 50 | 39 | 52 | 48 | 48 | 57 | 79 | 96 |